# Келуш
Келуш (порт. Queluz) — район (фрегезия) в Португалии, входит в округ Лиссабон. Является составной частью муниципалитета Синтра. Находится в составе крупной городской агломерации Большой Лиссабон. По старому административному делению входил в провинцию Эштремадура. Входит в экономико-статистический субрегион Большой Лиссабон, который входит в Лиссабонский регион. Население составляет 26 248 человек на 2011 год. Занимает площадь 2,93 км².
Покровителем района считается Апостол Пётр (порт. São Pedro). Здесь находится королевский дворец Келуш.